# Xymenopsis muriciformis
Xymenopsis muriciformis is een slakkensoort uit de familie van de Muricidae. De wetenschappelijke naam van de soort is voor het eerst geldig gepubliceerd in 1832 door King & Broderip.